# NGC 5363
NGC 5363 is een spiraalvormig sterrenstelsel in het sterrenbeeld Maagd. Het hemelobject werd op 19 januari 1784 ontdekt door de Duits-Britse astronoom William Herschel.

## Otto Struve 273 C (OΣ 273 C)
Het stelsel NGC 5363 is component C van het dubbelstersysteem OΣ 273. Otto Struve had deze dubbelster ontdekt en onderzocht, maar het sterrenstelsel dat het catalogusnummer NGC 5363 kreeg werd volgens Struve beschouwd als een onderdeel van zijn meervoudig stersysteem.  Amateurastronomen kunnen OΣ 273 aanwenden als gidsobject om het stelsel NGC 5363 op te sporen.

## Synoniemen
- UGC 8847
- MCG 1-36-2
- ZWG 46.7
- IRAS 13536+0529
- PGC 49547